# Ponte Gardena
Ponte Gardena (Waidbruck in tedesco, Pruca in ladino) è un comune italiano di 252 abitanti della provincia autonoma di Bolzano in Trentino-Alto Adige.

## Geografia fisica
Comune della Valle Isarco, facente parte dell'omonima Comunità comprensoriale e sito alla confluenza tra i fiumi Isarco e il rio Gardena.

## Origini del nome
Il toponimo è attestato come Waidepruk nel 1264, come ze Waidepruke nel 1288, come Waidprukk nel 1343 e come Prucke unter Trostperg nel 1473 e deriva dal tedesco Weide ("pascolo") e Brücke ("ponte"), col significato quindi di "ponte del pascolo", perché il paese è nato intorno al ponte che introduce nella Val Gardena (il "pascolo").

## Storia
Il paese si sviluppò originariamente come satellite del castello e distretto giudiziale di castel Trostburg.
Nel 1887 fu realizzata la strada che collega il paese a Castelrotto.

### Simboli
Lo stemma simboleggia il ponte, raffigurato da una fascia innestata d'argento e di rosso, in campo azzurro, che indica il fiume Isarco. Il motivo argenteo e rosso deriva dalle insegne dei Conti di Wolkenstein proprietari del locale Castel Trostburg fin dal 1385 (trinciato nebuloso d'argento e di rosso). Lo stemma è stato adottato nel 1969.

## Monumenti e luoghi d'interesse
- A est del paese, e sopra di esso, si trova il castel Trostburg.
- A ovest invece, sopra al paese di Barbiano, si trovano le cascate di Barbiano.

### Monumento equestre

Monumento al "Lavoro italiano", già al "Genio del fascismo", distrutto nel 1961

Il monumento equestre in alluminio Anticorodal fu realizzato da Giorgio Gori per il Padiglione italiano all'Expo 1937 di Parigi. La scultura era intitolata "Genio del Fascismo", nell'atto del saluto romano. Al termine dell'esposizione, nel 1938, fu fatta collocare da Benito Mussolini all'ingresso della centrale idroelettrica Montecatini di Ponte Gardena. Dopo il 1945 cambiò il titolo in "Genio del lavoro italiano". La monumentale statua equestre venne distrutta nell'attentato del Bergisel-Bund il 29 gennaio 1961.

## Società

### Ripartizione linguistica
La sua popolazione è in maggioranza di madrelingua tedesca:
| Ripartizione linguistica | 1971   | 1981   | 1991   | 2001   | 2011   | 2024   |
| ------------------------ | ------ | ------ | ------ | ------ | ------ | ------ |
| Madrelingua italiana     | 30,35% | 14,83% | 14,93% | 8,70%  | 13,37% | 17,31% |
| Madrelingua tedesca      | 69,65% | 84,69% | 84,58% | 90,68% | 81,40% | 78,21% |
| Madrelingua ladina       | 0,00%  | 0,48%  | 0,50%  | 0,62%  | 5,23%  | 4,49%  |

Il comune è ancora a maggioranza tedesca, nonostante una diminuzione del 12% della componente tra il 2001 e il 2024; d'altro canto, nello stesso periodo la componente italiana è praticamente raddoppiata, passando dall'8,70% al 17,31% (nel 1971 arrivò a rappresentare il 30,35% della popolazione). Cresce anche la componente ladina, che da una popolazione praticamente nulla guadagna quasi 4 punti percentuali.

### Evoluzione demografica
Abitanti censiti

## Amministrazione
| Periodo  | Periodo | Primo cittadino      | Partito                                                  | Carica  | Note |
| -------- | ------- | -------------------- | -------------------------------------------------------- | ------- | ---- |
| 2005     | 2010    | Norbert Merler       | SVP                                                      | Sindaco |      |
| 2010     | 2020    | Oswald Rabanser      | SVP                                                      | Sindaco |      |
| 2020     |         | Philipp Kerschbaumer | Bürgerliste Waidbruck - Lista Civica Ponte Gardena Pruca | Sindaco |      |
| Partito= |         |                      |                                                          |         |      |

## Infrastrutture e trasporti
Stazione ferroviaria (Ponte Gardena-Laion)

## Galleria d'immagini

Il monumento equestre visto da sud, con il saluto romano
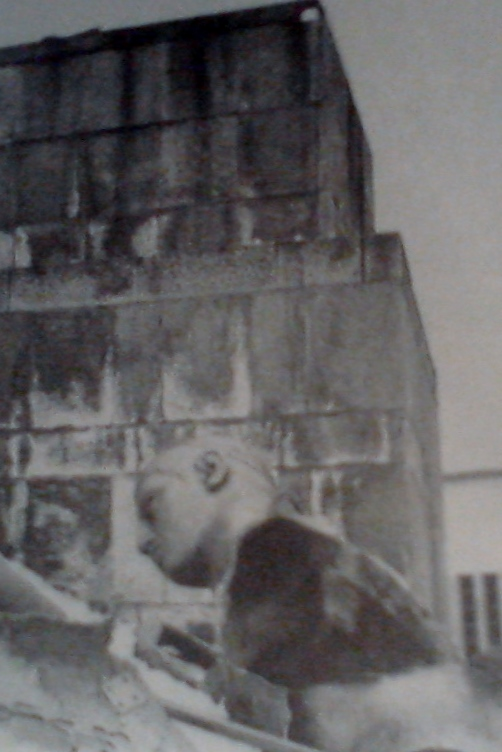
I resti dell'esplosione del monumento al genio del fascismo
Il monumento con la scritta originaria "Al Genio del Fascismo"
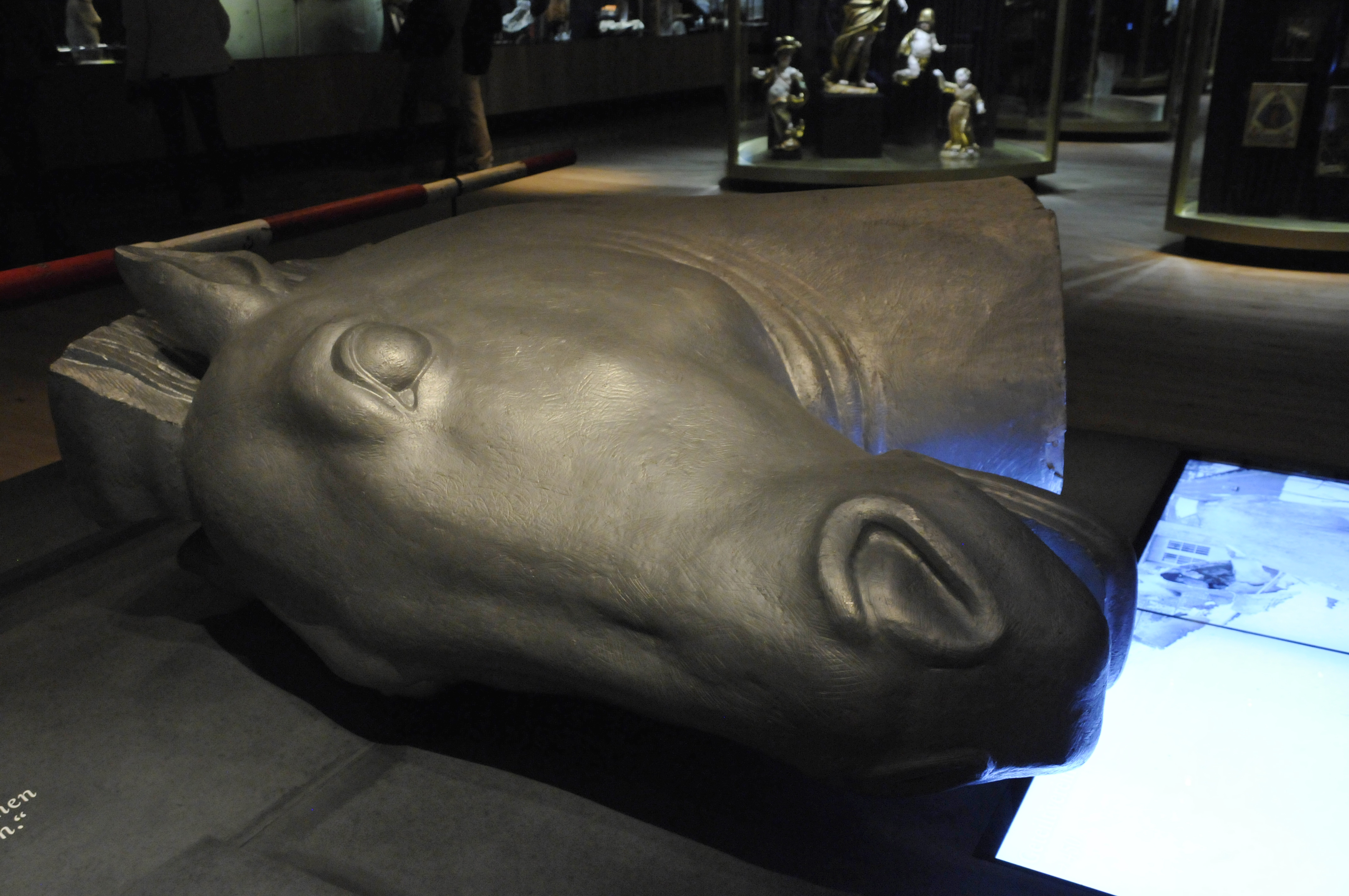
Ciò che resta del monumento dopo l'attentato (oggi al "Tirol Panorama" di Innsbruck)
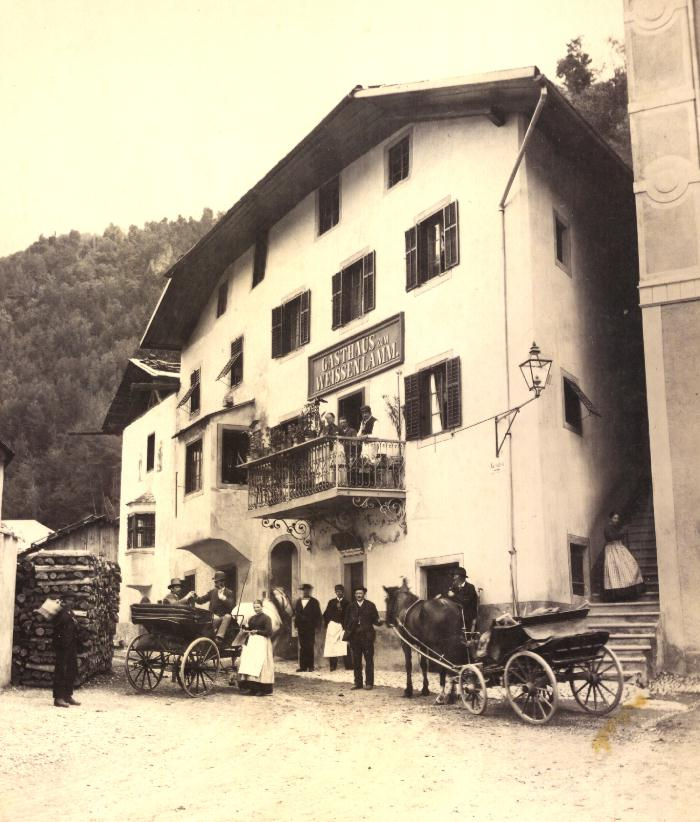
Scena di paese all'imbocco della Val Gardena nel 1890